# Stanisław Byczkowski
Stanisław Byczkowski, ur. 1 kwietnia 1912 w Czyżewie, zm. 15 sierpnia 1992 w Gdańsku – polski farmaceuta i toksykolog, wykładowca Akademii Medycznej w Gdańsku

## Życiorys
Urodził się w rodzinie Stanisława i Franciszki z domu Dmochowskiej, miał pięcioro rodzeństwa. Do szkoły podstawowej uczęszczał w Czyżewie, następnie kształcił się w gimnazjum jezuickim, w 1931 ukończył Państwowe Gimnazjum Koedukacyjne w Ostrowi Mazowieckiej i zdał maturę. W 1935 ukończył studia na Oddziale Farmaceutycznym Wydziału Matematyczno-Przyrodniczego Uniwersytetu Poznańskiego i otrzymał dyplom magistra farmacji. Na czwartym roku studiów rozpoczął pracę jako młodszy asystent przy Zakładzie Chemii Toksykologicznej i Sądowej Uniwersytetu Poznańskiego. Po ukończeniu studiów odbył obowiązkową służbę wojskową w Szkole Podchorążych Sanitarnych w Warszawie, po czym wrócił na stanowisko asystenta przy Zakładzie Chemii Toksykologicznej, na którym pracował do 1 lipca 1937. Następnie do 1939 był pracownikiem Oddziału Badania Żywności filii Państwowego Zakładu Higieny w Gdyni. W maju 1939 został zatrudniony jako zastępca kierownika Działu Toksykologicznego Zakładu Ekspertyz Sądowych przy Ministerstwie Sprawiedliwości w Warszawie. We wrześniu 1939 w stopniu podporucznika SGO Polesie walczył w wojnie obronnej Polski.
Podczas okupacji niemieckiej pracował w aptekach w Iłowie k. Sochaczewa, Piotrkowie Trybunalskim, Parczewie i Jędrzejowie (w tej ostatniej jako kierownik). W latach 1943–1945 był asystentem oddziału Tajnego Uniwersytetu Ziem Zachodnich w Kielcach.
W 1945 jako pracownik Państwowego Zakładu Higieny przygotowywał budynki i sprzęt dla tworzącej się Akademii Medycznej w Gdańsku. W kwietniu 1945 odkrył i opisał w relacji dla „Dziennika Bałtyckiego” z 1965 prowadzone w Gdańsku eksperymenty z produkcją mydła z ludzkiego tłuszczu w Instytucie Anatomicznym prof. Rudolfa Marii Spannera. Od 1945 do 1983 pracował na Akademii Medycznej w Gdańsku początkowo w Zakładzie Chemii Lekarskiej, następnie jako asystent i adiunkt w Zakładzie Chemii Ogólnej i Fizjologicznej. W tym czasie prowadził także zajęcia na Katedry Technologii Środków Spożywczych Politechniki Gdańskiej. Doktoryzował się w 1950 na podstawie pracy Witamina A w tranach polskiego pochodzenia, w 1954 otrzymał stopień docenta, w 1961 profesora nadzwyczajnego, a w 1969 - zwyczajnego. W 1960 i 1968 przebywał na stażu w Uniwersytecie Paryskim. W 1951 został kierownikiem Katedry Chemii Toksykologicznej i Sądowej, od 1979 noszącej nazwę Zakładu Toksykologii Wydziału Farmaceutycznego. W latach 1954–1955 pełnił funkcję prodziekana, a 1955–1960 - dziekana Wydziału Farmaceutycznego Akademii Medycznej w Gdańsku. Od 1976 do 1983 pełnił funkcję dyrektora Instytutu Chemii i Analityki AM. W 1985 otrzymał tytuł doktora honoris causa Akademii. Doprowadził do powstania nowego budynku laboratoryjnego i dwóch nowych sal wykładowych dla Wydziału Farmaceutycznego.
W latach 1965–1967 był przewodniczącym Wydziału III Nauk Matematyczno-Fizyczno-Chemicznych Gdańskiego Towarzystwa Naukowego, od 1952 do 1964 i od 1962 do 1964 prezesem oddziału gdańskiego Polskiego Towarzystwa Farmaceutycznego. W 1970 został jego członkiem honorowym. Był także przewodniczącym Rady Naukowej Centralnego Laboratorium Przemysłu Rybnego w Gdyni, członkiem Komitetu ds. Ekologii Człowieka PAN i Komisji Nauk Farmaceutycznych przy Ministrze Zdrowia oraz członkiem honorowym Polskiego Towarzystwa Toksykologicznego.
W pracy naukowej zajmował się toksykologią spawalnictwa, pylicami, oceną wpływu materiałów budowlanych na zdrowie, szkodliwością chemicznych środków ochrony roślin oraz toksycznością preparatów białkowych. Na podstawie wyników jego badań pylica żelazowo-krzemowa została uznana w Polsce za chorobę zawodową spawaczy. Posiadał patenty: Metoda produkcji tranu (1951), Metoda wydobywania tranu z powirówkowych wód ściekowych (1954) i Sposób otrzymywania tłuszczu rybiego z ryb lub odpadków rybnych (1956).
Od kwietnia 1942 był mężem Haliny z domu Osterczy (1913–1994), z którą miał córkę Barbarę (ur. 1943) oraz syna Janusza (ur. 1947).
Zmarł w Gdańsku, pochowany na cmentarzu Srebrzysko (rejon IX, taras III wojsk.-skarpa).

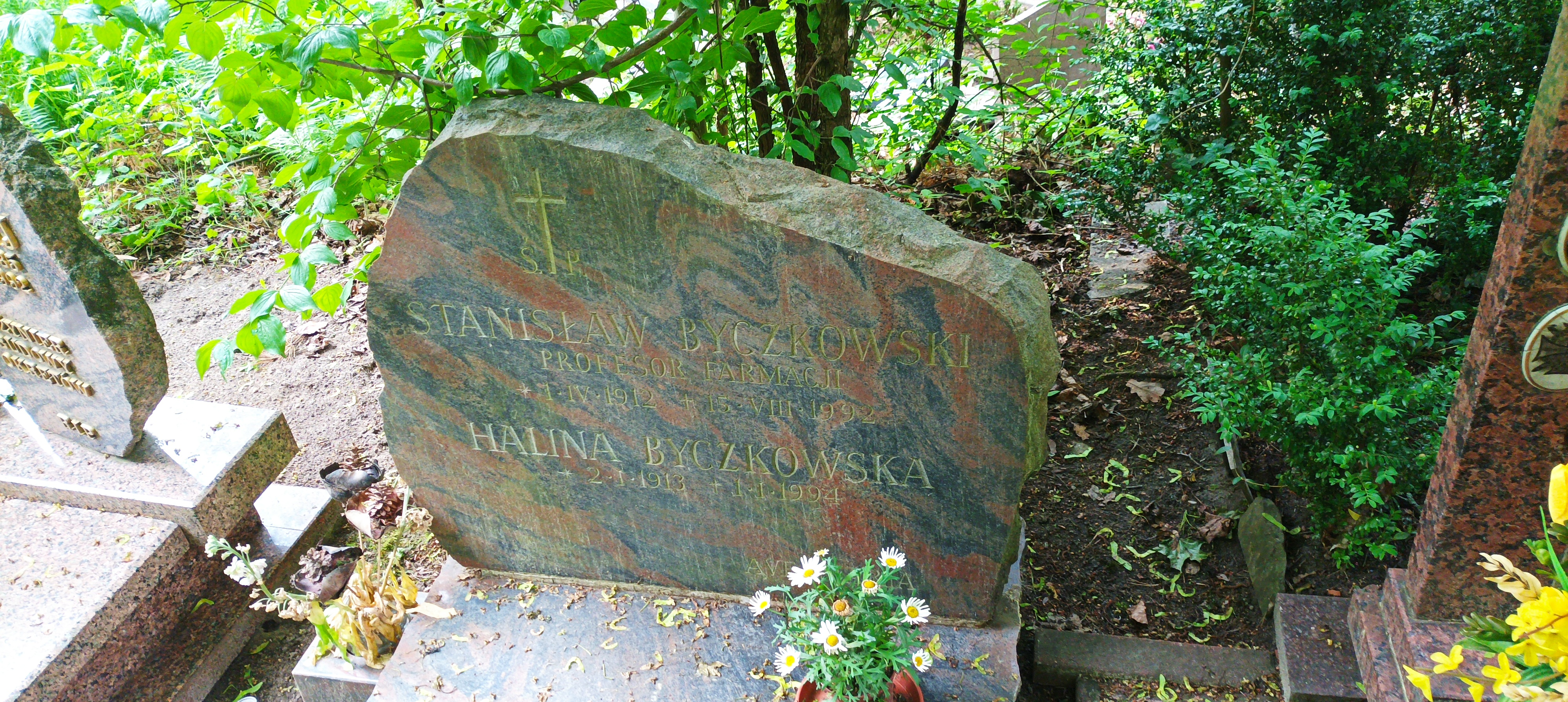
Grób prof. Stanisława Byczkowskiego na cmentarzu Srebrzysko w Gdańsku

## Ordery i odznaczenia
- Krzyż Oficerski Orderu Odrodzenia Polski
- Krzyż Kawalerski Orderu Odrodzenia Polski
- Złoty Krzyż Zasługi (1957)
- Medal 40-lecia Polski Ludowej (1985)
- Medal 10-lecia Polski Ludowej (28 marca 1955)[6]
- Medal Komisji Edukacji Narodowej
- Odznaka tytułu honorowego „Zasłużony Nauczyciel PRL” (1981)
- Odznaka honorowa „Zasłużonym Ziemi Gdańskiej” (1965)
- Odznaka honorowa „Za Zasługi dla Gdańska” (1960)
- Medal im. Ignacego Łukasiewicza (1974)[7]
- Medal Zasłużonemu Akademii Medycznej w Gdańsku (1975)
- Medal 40-lecia Akademii Medycznej w Gdańsku (1995)
- Medal 30-lecia Akademii Medycznej w Gdańsku (1985)
- Srebrna Odznaka „Racjonalizator Produkcji” (1952)
- Odznaka honorowa „Za wzorową pracę w służbie zdrowia” (1953)

Źródło:.

## Nagrody
- Nagroda Ministra Handlu Wewnętrznego za uruchomienie produkcji tranu leczniczego (1951)[2]
- Nagroda Państwowa III stopnia (zespołowa) za uruchomienie produkcji tranu leczniczego i technicznego (1955)[8]
- Nagroda Ministra Zdrowia i Opieki Społecznej I stopnia za badania pylicy (1973)